# Modelni organizem
Modelni organizem je vrsta živih bitij, ki je iz praktičnih razlogov posebej priročna za preučevanje ali pomembna za človeka, zato biologi intenzivno raziskujejo različne biološke procese pri njej. Uporaba modelnih organizmov temelji na ideji, da je možno spoznanja, dobljena pri eni vrsti, posplošiti na druge vrste, predvsem človeka, ki so iz etičnih ali drugih razlogov manj primerne za izvajanje poskusov. Ta ideja pa temelji na spoznanju, da imajo vsi organizmi skupen izvor in so se tekom evolucije določeni biološki procesi (npr. presnovne in razvojne poti, elementi dednega zapisa itd.) ohranili pri vseh organizmih. Večina poskusov na živalih ima tako za cilj razumevanje analognih pojavov pri človeku. Pri interpretaciji rezultatov in posploševanju na druge vrste pa je potrebna pazljivost zaradi razlik med organizmi. Znanih je več primerov škodljivega vpliva zdravil na zdravje ljudi zaradi površnega posploševanja pri predkliničnih preskusih učinkovin na živalih.

## Zgledi
| Ime                      | Skupina        | Uporaben zaradi | Nekaj glavnih področij raziskovanja |
| ------------------------ | -------------- | --- | --- |
| Escherichia coli         | bakterije      | Preprostejša od evkariotov, enostavna za gojenje, hitro razmnoževanje, pogosta v naravi. | Osnovni mehanizmi molekularne genetike: podvojevanje DNK, genetski kod, gensko prevajanje, celična presnova.                                    |
| Saccharomyces cerevisiae | glive          | Preprost evkariot, ki ima kljub temu veliko genov homolognih človeku, enostavna za gojenje, hitro razmnoževanje, velik gospodarski pomen. | Mehanizmi popravljanja DNK, prvi evkariot s popolnoma sekveniranim genomom, študija funkcije genov z uvajanjem mutacij (funkcionalna genomika). |
| Arabidopsis thaliana     | višje rastline | Hitro razmnoževanje, enostavno gojenje v majhnih prostorih, majhen genom, enostavna transformacija z uporabo bakterije Agrobacterium tumefaciens. | genetika, biokemija, fiziologija rastlin |
| Caenorhabditis elegans   | gliste         | Eden preprostejših večceličnih organizmov, vmesna stopnja med enoceličnimi evkarioti in kompleksnejšimi organizmi. Majhno število celic, katerih razvojne poti in vloga so enake pri vseh predstavnikih vrste. Enostavna manipulacija z geni s tehniko RNA-interference. | Ontogenetski razvoj večceličnih organizmov, regulacija izražanja genov, mehanizmi delovanja učinkovin na celični ravni.                         |
| Drosophila melanogaster  | žuželke        | Hitro razmnoževanje, enostavno gojenje, orjaški kromosomi v žlezah slinavkah olajšajo določanje lokacij genov, enostavno uvajanje mutacij z mutageni. | genetika, razvojna biologija |
| Hišna miš Mus musculus   | sesalci        | Genetska in fiziološka podobnost človeku. Poceni gojenje, hitro razmnoževanje, genom je razmeroma enostaven za preučevanje in manipulacijo. | genetika v biomedicini |